# إدي بيركس
إدي بيركس (بالإنجليزية: Eddie Burks)‏ هو موسيقي وفنان الشارع أمريكي، ولد في 17 سبتمبر 1931 في غرينوود في الولايات المتحدة، وتوفي في 27 يناير 2005 في Miller, Indiana ‏ في الولايات المتحدة.